# Río Don Diego
Le río Don Diego est un fleuve de Colombie.

## Géographie
Le río Don Diego prend sa source dans la Sierra Nevada de Santa Marta, dans le nord-est du département de Magdalena, au cœur du parc national de la Sierra Nevada de Santa Marta. Il coule ensuite vers le nord avant de se jeter dans la mer des Caraïbes.